# Viktor Prokopenko
Viktor Prokopenko (in ucraino Віктор Прокопенко?; Ždanov, 24 ottobre 1944 – Odessa, 18 agosto 2007) è stato un allenatore di calcio e calciatore ucraino, fino al 1991 sovietico, di ruolo attaccante.
Dopo la carriera calcistica, durata una decina d'anni fino al ritiro, avvenuto dopo i trent'anni, Prokopenko diviene un allenatore. Allena per un lustro a Odessa, poi si trasferisce a Volgograd, quindi ritorna a Odessa per altri cinque anni. Nel 1992 diviene il primo allenatore nella storia della Nazionale ucraina: debutta come CT il 29 aprile 1992 contro l'Ungheria (1-3). Si siede sulla panchina della propria nazionale in altri due incontri amichevoli: ad agosto lascia l'incarico. Nel 1994, torna a Volgograd, per allenare nuovamente il Rotor fino al 1999. Il 30 novembre 1999 approda allo Shakhtar Donetsk: allena fino all'ottobre del 2001 - vincendo la coppa nazionale nello stesso anno - quando diviene vice-presidente della società di Donetsk. Allena la Dinamo Mosca nel biennio 2002-2003, poi torna ad allenare lo Shakhtar per un breve periodo nel 2004 prima di diventare anche il direttore sportivo del club di Donetsk tra il 2004 e il 2006.
Prokopenko muore a causa di un attacco cardiaco in quel di Odessa, all'età di 62 anni.

## Palmarès

### Allenatore

#### Club
- Coppa d'Ucraina: 1

Shakhtar Donetsk: 2000-2001